# Casa Nikos Beloianis din Sighișoara
Casa Nikos Beloianis din Sighișoara este un monument istoric aflat pe teritoriul municipiului Sighișoara. În Repertoriul Arheologic Național, monumentul apare cu codul 114523.121.